# Josef August Stark

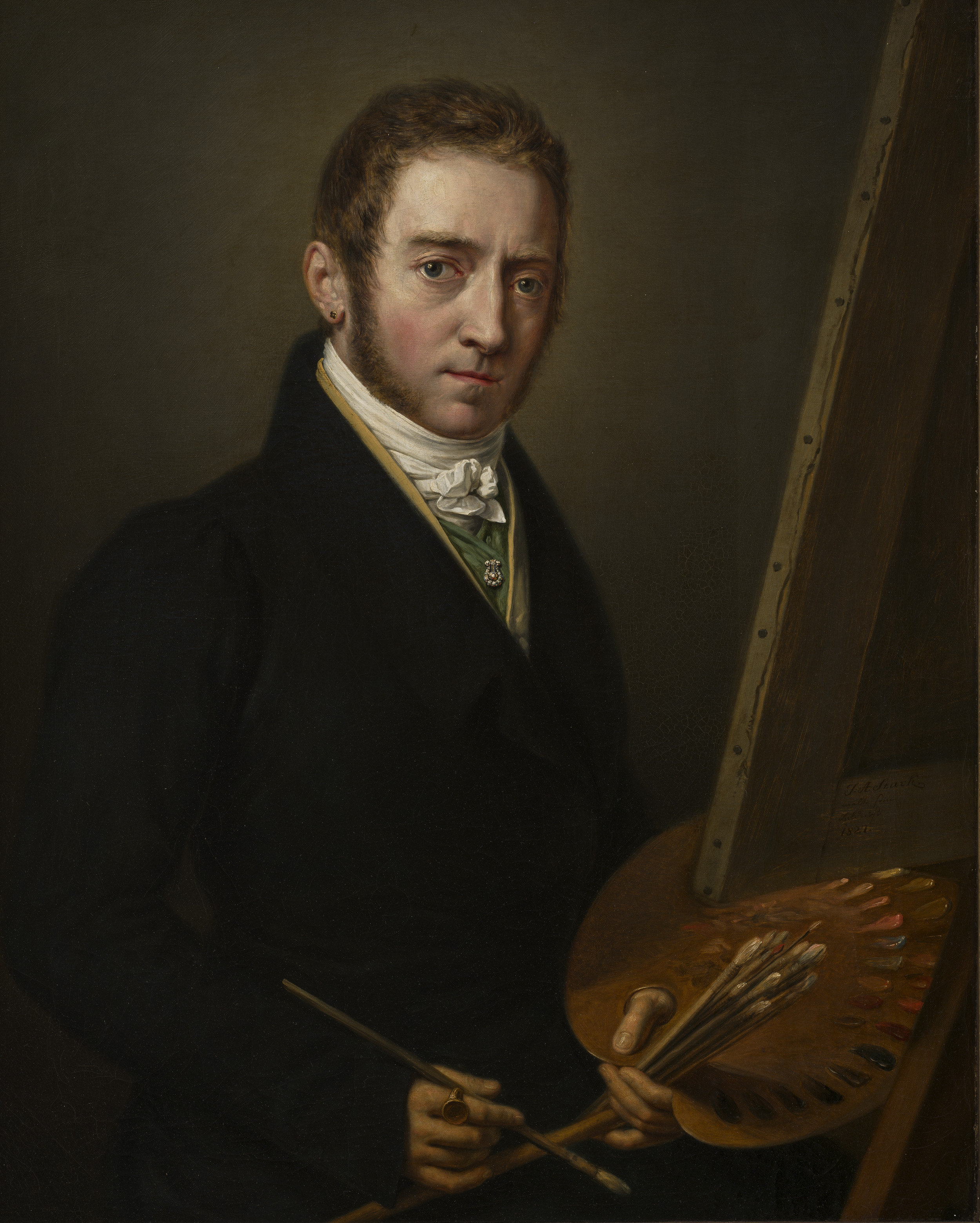
Selbstbildnis (1827)

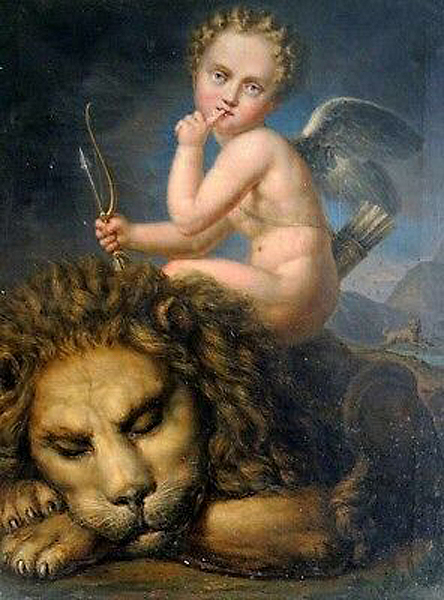
Der schlafende Löwe (1834)

Josef August Stark (* 6. März 1782 in Graz; † 23. Juni 1838 ebenda) war ein österreichischer Maler, Grafiker und Kunstpädagoge.
Geboren als Sohn eines Kutschers, studierte Josef August Stark vorerst Rechtswissenschaften. Er besuchte danach die Grazer Ständische Zeichnungsakademie (Landeskunstschule). Von 1806 bis 1815 studierte er an der Akademie der Bildenden Künste Wien u. a. bei Hubert Maurer, Franz Caucig und Johann Baptist Lampi dem Älteren. 
Schon während des Studiums war er als Porträtmaler tätig. 1817 und 1826 unternahm er Studienreisen nach Italien. Als Nachfolger von Andreas Hardter wurde Stark 1817 zum Professor und Direktor der Ständischen Zeichnungsakademie in Graz ernannt. 1818 übernahm er auch die Leitung der Galerie. Er galt als Hauptvertreter des Klassizismus in der Steiermark. Im Unterricht bevorzugte er das Kopieren von Vorlagen. Die Landschaftsmalerei wurde vernachlässigt. Stark wurde vom Grafen Ignaz Maria von Attems-Heiligenkreuz gefördert. 
Stark war ein leidenschaftlicher Kunstsammler, der etwa zweihundert Gemälde alter italienischer, niederländischer und deutscher Meister der Bildergalerie im Testament verschrieb. Die Gemälde befinden sich heute in der Kunstsammlung des Universalmuseum Joanneum. Er stiftete einen Kunstpreis für die Studenten der Zeichnungsakademie. Stark wurde zum Ehrenmitglied der Accademia di belle arti di Venezia ernannt. 